# ملکه زیبایی لی نین
ملکه زیبایی لی‌نین نخستین نمایشنامهٔ نویسندهٔ ایرلندی، مارتین مک‌دونا است.

## نمایش‌ها
ملکه زیبایی لی نین در سال ۱۹۹۶ توسط، گروه تئاتر دروید به کارگردانی گری هاینز اجرا شد نخستین اجرای این نمایش در آمریکا در سال ۱۹۹۸ در تئاتر آتلانتیک برادوی به روی صحنه رفته‌است.

### نمایش‌ها در ایران
ملکه زیبایی لی نین در سال ۹۳ به کارگردانی همایون غنی‌زاده با بازی سعید چنگیزیان، ویشکا آسایش، مهدی کوشکی و همایون غنی‌زاده در سالن اصلی تئاتر شهر روی صحنه رفت.
این نمایشنامه همچنین در سال ۹۵ توسط رضا جعفرمدار در سالن ارغنون اجرا داشت.